# Château de Chassay
Le château du Chassay est un manoir faisant actuellement office de mairie de la commune de Sainte-Luce-sur-Loire (Loire-Atlantique).

## Historique
Un château aurait existé dès 550 à l'emplacement d'une ancienne villa romaine baptisée Cariacum, située sur le tracé de la plus ancienne voie romaine de la région (déjà mentionné au IIIe siècle) et qui menait à Nantes, via Doulon lui habité à l'époque gallo-romaine.

Un document daté de 1096 mentionne le château que les évêques de Nantes possédaient à Chasseil, ancien nom de Chassay. Au milieu du XVe siècle l'évêque Amauri d'Acigné le fait enclore de douves mais François II de Bretagne s'en empare, le transforme en pavillon de chasse et ce n'est qu'en 1500 qu'il est rendu à l'évêché.
Henri IV et sa suite y passent le 13 avril 1598.
En 1683, dans les déclarations fournies par l’évêque de Nantes, Gilles de Beauvau, pour la réformation de ses domaines, il est fait mention de deux ensembles architecturaux : le « Petit château » et le « Grand manoir ».
- Le « Petit château de Chassais », l’actuel bâtiment.
- Le « Grand manoir de Chessail » constitué de trois corps de logis contigus, il possédait de nombreuses dépendances (jardins, serre, métairie, pressoir, étables, écuries…) Délaissé à une date indéterminée, il semble qu’il était situé au nord du petit château, désignant ainsi le petit château comme résidence principale. Les bâtiments ainsi délaissées devinrent des bâtiments de ferme et furent rasés pendant la période ou le domaine était propriété du centre d'insémination artificiel (XXe siècle)[1].

Vendu comme bien national le 27 janvier 1791 à l'armateur nantais Dubois-Violette pour 109 000 livres. Il est revendu, et laissé à l'abandon jusqu'à son achat en 1827 par la comtesse de Bondy.
En 1956, appartenant à la famille de Fremond de La Merveillère, qui en a hérité de la comtesse de Bondy, il est vendu à une union de coopératives agricoles d'élevage et d'insémination animale.
En 1974, il est racheté par la commune, qui y installe la mairie.
À la suite de l'essor démographique de la commune, le château devient trop exigu pour accueillir l'ensemble des services municipaux. En, 1989, de nouveaux bâtiments sont alors construit à l'est, dans le prolongement de celui-ci.
Il servait aussi, jusqu'en 2007, pendant les feux de l'été, d'écran géant sur lequel étaient projetés les contes pyrotechniques de la société Féerie.
Les façades et toitures du château de Chassay, la rotonde surmontée d'une coupole, la plate-forme cantonnée de ses deux tourelles nord-ouest et sud-ouest, y compris la fontaine à coquilles qui s'y trouve, la pièce d'eau avec son pont dormant, la terrasse du château avec ses murs, les douves et les tours font l'objet d'une inscription au titre des Monuments historiques par arrêté du 11 juin 2024.

## Architecture
De style renaissance italienne, il date du XVIe siècle. D'après des documents du XVIIe siècle il y aurait étéle château venu jusqu'à nous et le « grand manoir », formé de trois corps de logis qui a disparu.

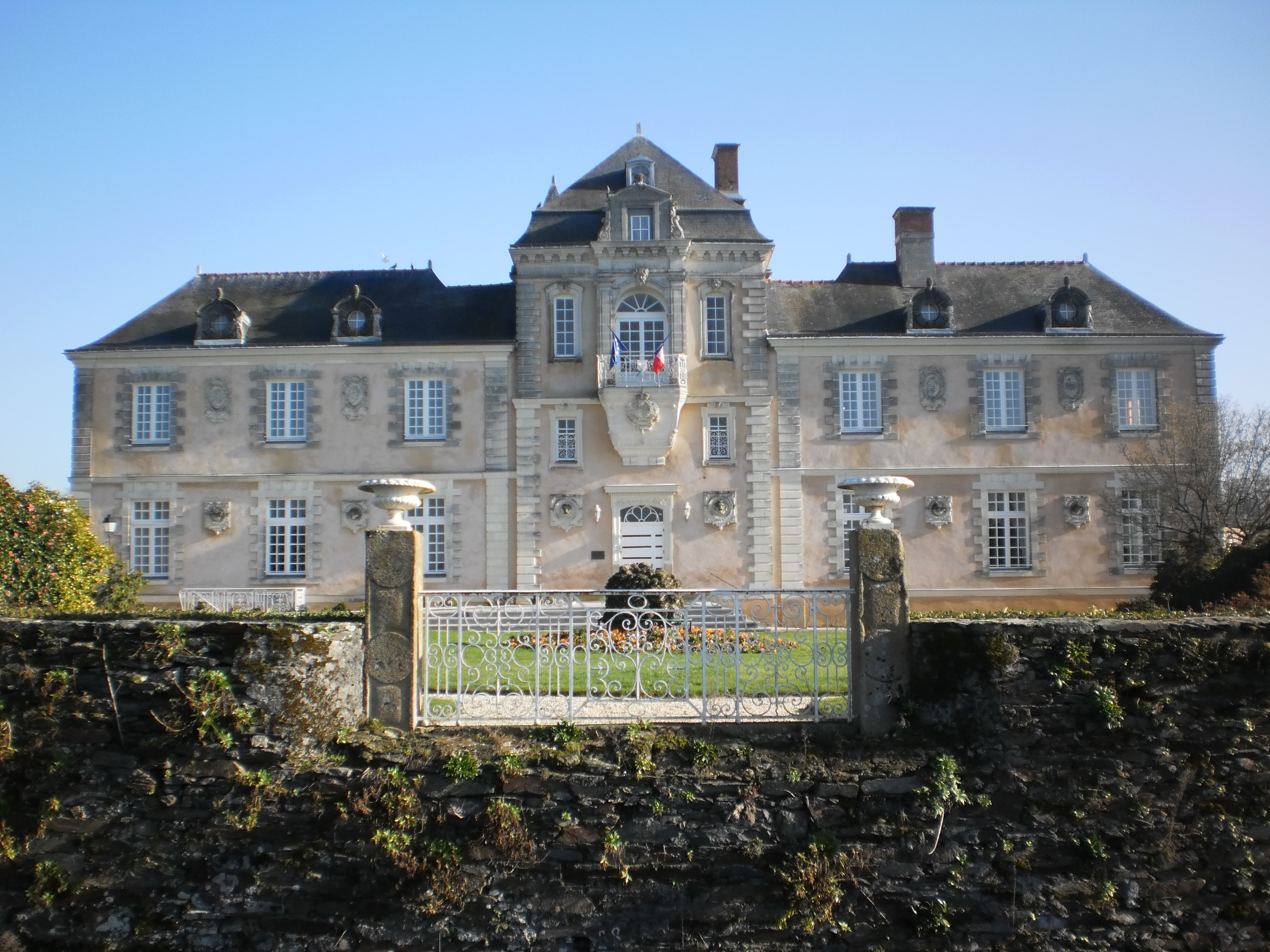
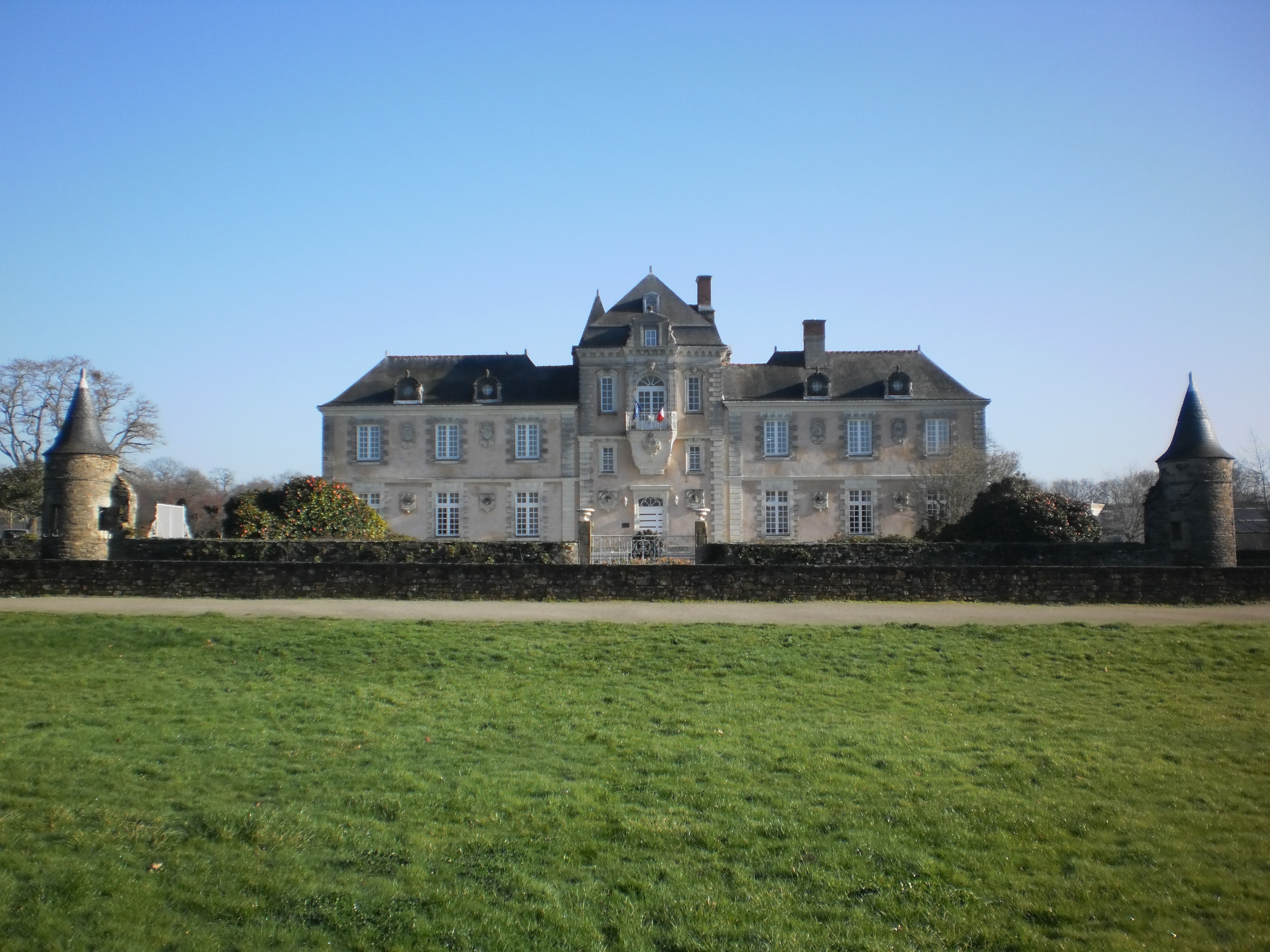
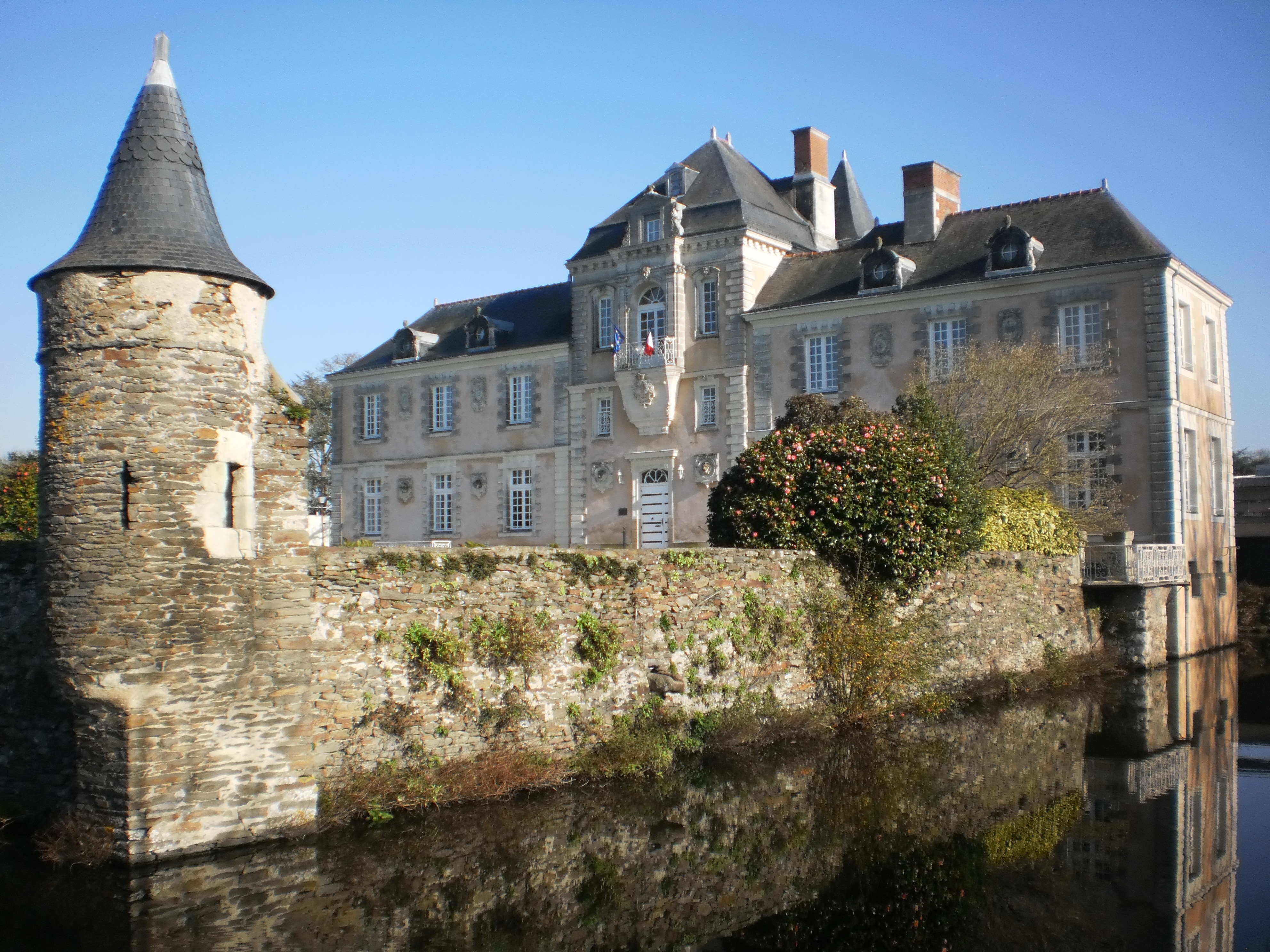
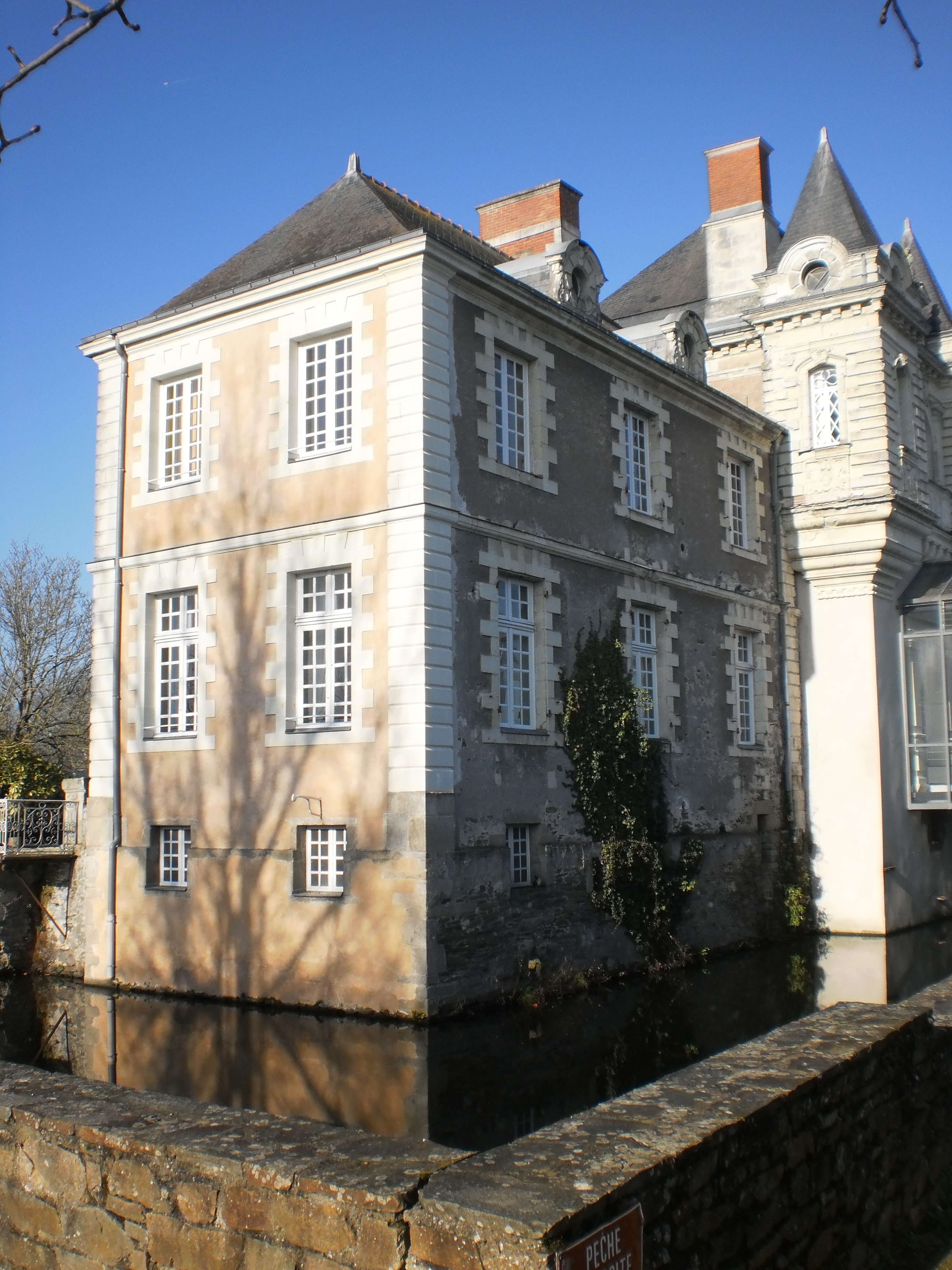